# Therevinae
Therevinae (лат.) — подсемейство двукрылых семейства лжектырей.

## Описание
Первая радиальная жилка сверху без щетинок. Тергиты брюшка 9 и 10 сливаются. У самок на 10-м тергите располагается несколько утолщенных шипов (акантофоритов), которые используются для рытья. По бокам на 9 тергите имеются группа более тонких и длинных шипов. Имеется 2 или 3 сперматеки. Нижняя аподема эдеагуса самцов хорошо развита и не раздвоена.

## Классификация
Подсемейство включает 700—800 видов в 71 роде и двух трибах:
- Триба Cyclotelini Gaimari & Irwin 2000
  - Ammothereva Lyneborg, 1984
  - Anolinga Gaimari & Irwin, 2000
  - Breviperna Irwin, 1977
  - Bugulaverpa Gaimari & Irwin, 2000
  - Crebraseta Gaimari & Irwin, 2000
  - Coleiana Gaimari & Irwin, 2000
  - Cyclotelus Walker, 1850
  - Nesonana Gaimari & Irwin, 2000
  - Ozodiceromya Bigot, 1890
  - Procyclotelus Nagatomi & Lyneborg, 1987

- Триба Therevini Newman, 1834
  - Acrosathe Irwin & Lyneborg, 1981
  - † Ambradolon Metz and Irwin 2000
  - Ammonaios Irwin & Lyneborg, 1981
  - Arenigena Irwin & Lyneborg, 1981
  - Brachylinga Irwin & Lyneborg, 1981
  - Chromolepida Cole, 1923
  - Dialineura Rondani, 1856
  - Dichoglena Irwin & Lyneborg, 1981
  - Litolinga Irwin & Lyneborg, 1981
  - Lysilinga Irwin & Lyneborg, 1981
  - Megalinga Irwin & Lyneborg, 1981
  - Melanothereva Malloch, 1932
  - Nebritus Coquillett, 1894
  - Neotherevella Lyneborg, 1978
  - Pallicephala Irwin & Lyneborg, 1981
  - Pandivirilia Irwin & Lyneborg, 1981
  - Penniverpa Irwin & Lyneborg, 1981
  - Psilocephala Zetterstedt, 1838
  - Rhagioforma Irwin & Lyneborg, 1981
  - Spiriverpa Irwin & Lyneborg, 1981
  - Tabuda Walker, 1852
  - Tabudamima Irwin & Lyneborg, 1981
  - Thereva Latreille, 1797
  - Viriliricta Irwin & Lyneborg, 1981

## Палеонтология
Древнейшие представители в ископаемом состоянии найдены в отложениях приабонского яруса эоцена (38.0—33.9 млн лет).

## Распространение
Встречаются почти всех зоогеографических областях. Отсутствуют только в Австралии и Антарктиде.